# (175548) Sudzius
(175548) Sudzius est un astéroïde de la ceinture principale.

## Description
(175548) Sudzius est un astéroïde de la ceinture principale. Il fut découvert le 27 septembre 2006 à Moletai par Kazimieras Černis et Justas Zdanavičius. Il présente une orbite caractérisée par un demi-grand axe de 2,65 UA, une excentricité de 0,07 et une inclinaison de 1,3° par rapport à l'écliptique.

## Compléments